# Phytoseioidea
Phytoseioidea (лат.) — надсемейство  паразитиформных клещей из отряда Mesostigmata надотряда Parasitiformes. Насчитывают более 2500 видов, главным образом из семейства хищных клещей Phytoseiidae (ранее в Ascoidea), активно используемого для борьбы с вредителями.

## Описание
Надсемейство Phytoseioidea включает хищных, паразитических, грибоядных клещей, а также потребителей пыльцы. Дорсальный щит обычно цельный, но разделённый у некоторых Otopheidomenidae и Phytoseiidae. Стернальный щит самок обычно с тремя парами щетинок. Бедро первой пары ног обычно с 11 или 12 щетинками, включая 3 вентральных и от 4 до 5 дорсальных. Голени первой пары ног с 2—3 вентральными, 4—6 дорсальными щетинками и 1—2 антеролатеральными щетинками. Голени третьей пары ног с 7—8 щетинками.
Клещи семейства Phytoseiidae в основном встречаются на поверхности растений и являются хищниками клещей-фитофагов и других мелких насекомых-вредителей различных сельскохозяйственных культур во всем мире. Семейство Blattisociidae (более 200 видов которых принадлежат к роду Lasioseius) обитает в подстилке, а некоторые виды были обнаружены на грызунах и в птичьих гнездах, а также в надземных частях растений, в полуводных условиях, на болотах. Некоторые виды рода Lasioseius питаются клещами-фитофагами, мелкими насекомыми, коллемболами и нематодами, а некоторые другие также питаются грибами.

## Классификация
Более 1100 родов и 2500 видов в 4 семействах.
- Blattisociidae Garman, 1948 (11 родов, 369 видов)[6][7]
- Otopheidomenidae Treat, 1955 (10 родов, 28 видов)
- Phytoseiidae Berlese, 1916 (90 родов, 2300 видов)
- Podocinidae Berlese, 1913 (2 рода, 25 видов)